# Hermann von Neuenahr der Ältere
Hermann Graf von Neuenahr (Nuenar, a Nvenare, de Nova Aquila, Neaëtius) (* 1492; † 20. Oktober 1530 in Augsburg) war ein deutscher humanistischer Theologe, Staatsmann, Naturwissenschaftler und erzbischöflicher Kanzler der alten Universität Köln.

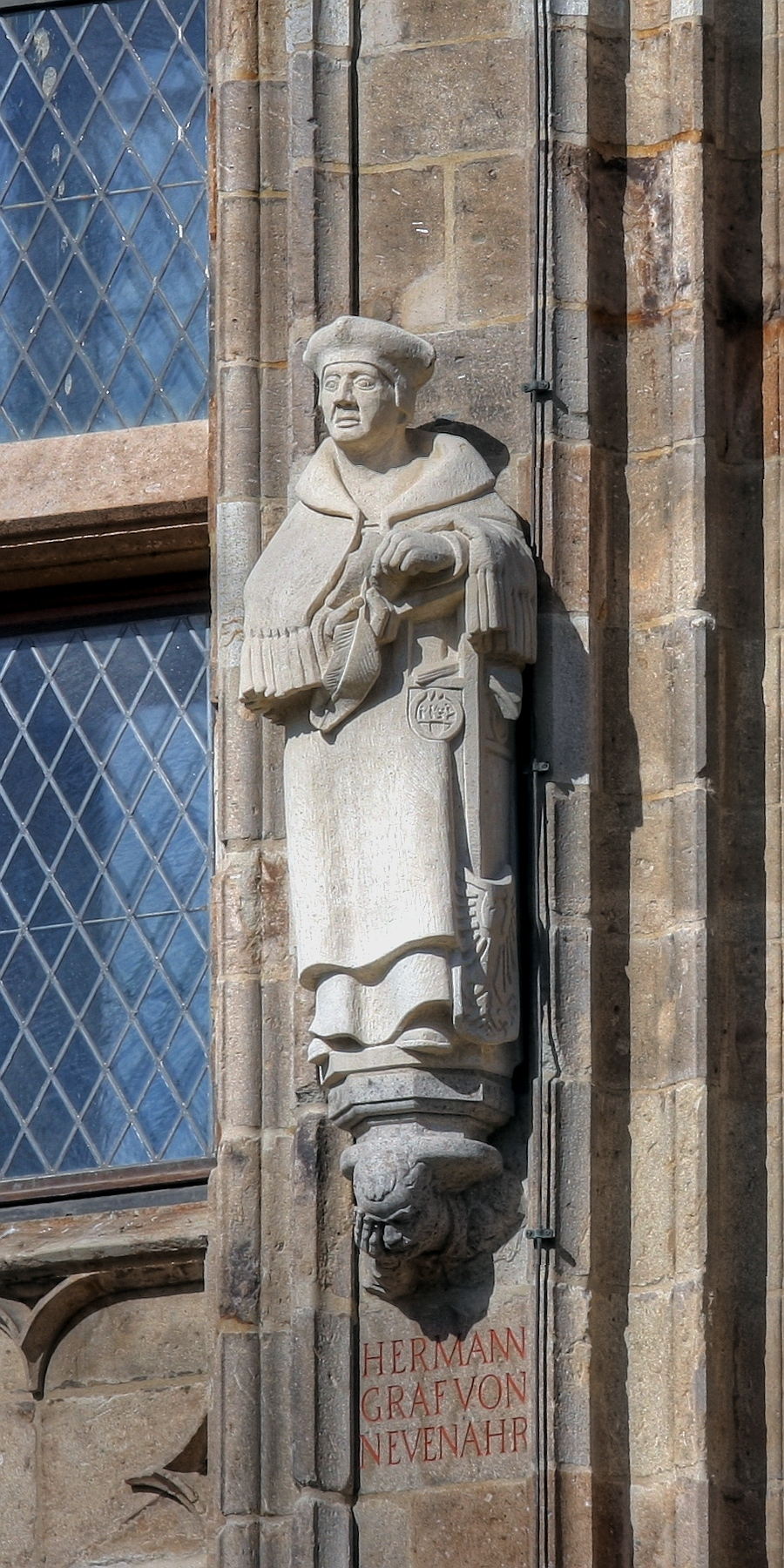
Skulptur des Hermann Graf von Neuenahr am Kölner Rathausturm (von Karl-Josef Dierkes)

Hermann von Neuenahr entstammte einer politisch einflussreichen Familie am Niederrhein. Diplomatische Missionen für das Erzstift Köln führten ihn bis nach Italien und Spanien. In der Reichspolitik unterstützte er die kaiserlich-habsburgische Position gegen französische und päpstliche Interessen. Er galt als einer der gebildetsten Menschen seiner Zeit und verfügte über weitreichende Kontakte zu erasmisch und reformatorisch gesinnten Humanisten. In der Auseinandersetzung mit scholastischen Gegnern verwandte er neben sorgfältiger Argumentation auch Spott und Ironie. Graf Hermann sammelte und veröffentlichte antike und mittelalterliche Handschriften aus Klosterbibliotheken und betätigte sich auch selbst literarisch. Seine Forschungsinteressen lagen auf historischen, theologischen und medizinisch-pharmazeutischen Gebieten. Als Kölner Dompropst setzte er sich für eine Öffnung der Universität Köln gegenüber neuen, humanistischen Strömungen ein, konnte sich allerdings nur bedingt gegen konservative Kräfte durchsetzen.

## Leben
Hermann von Neuenahr war der Sohn von Wilhelm I. Graf von Neuenahr (* um 1447; † 1497), Herr zu Bedburg, und (⚭ 1484) Gräfin Walburga von Manderscheid (* 1468; † 1530/35), Herrin zu Schleiden. Seine Mutter heiratete 1502 in zweiter Ehe Frederik van Egmond (um 1440–1521), Graf zu Büren und Leerdam, Sohn von Graf Wilhelm van Egmond (1412–1483), Herr von IJsselstein und Statthalter von Geldern, und dessen Frau Walburga von Moers (um 1415–um 1459).
Hermanns Schwester Anna von Neuenahr (um 1490–1535) war verheiratet (⚭ um 1508) mit Walraven II. van Brederode (1462–1531), Herr von Vianen und Ameide, Burggraf von Utrecht. Hermanns Bruder Graf Wilhelm II. von Neuenahr (1485/87–1552) war verheiratet mit der Erbtochter der Grafschaft Moers, Gräfin Anna von Wied (um 1500–1528), einer Nichte des späteren Kölner Erzbischofs und Kurfürsten Hermann V. von Wied (1477–1552). Wilhelm II. war der Vater von Graf Hermann von Neuenahr und Moers dem Jüngeren (1520–1578).
Floris van Egmond (1469–1539), habsburgischer Statthalter der Herrschaft Friesland, war Hermanns Stiefbruder. Aus einer außerehelichen Beziehung seines Vaters stammte die Halbschwester Agnes, verheiratet mit Wilhelm Deutz genannt van der Kulen. Johann IX. von Hoorn († 1506), seit 1482 Bischof von Lüttich, war Hermanns Großonkel, Konrad IV. von Rietberg († 1508), Bischof von Osnabrück und Münster, sein Cousin.
| Urgroßeltern                          | Gumprecht I. von Neuenahr-Rösberg (* um 1370; † 1409/13), Herr zu Alpen ⚭ 1398/99 Philippa Gräfin von Loon (* um 1370; † um 1410 bzw. vor 1429), Herrin von Heinsberg, aus dem Haus Sponheim | Wilhelm I. Graf von Limburg (1385–1459), Herr zu Broich ⚭ 1403 Mathilde (Mezza) von Reifferscheidt († 1437), Herrin von Bedburg und Hackenbroich                                         | Dietrich III. von Manderscheid (* um 1420; † 1498), Herr zu Jünkerath, ab 1457 Reichsgraf ⚭ 1443 Elisabeth Gräfin von Blankenheim († nach 1469), Herrin zu Schleiden, Gerolstein, Kasselburg und Neuenstein | Jakob I. Herr zu Horn und Altena (* um 1410; † 1488), ab 1450 Reichsgraf ⚭ Johanna Gräfin von Moers und Saarwerden (* um 1412; † 1461)                                          |
| Großeltern                            | Gumprecht II. von Neuenahr (* um 1400; † 1484), Erbvogt zu Köln, Herr zu Alpen, ab 1442 Graf ⚭ 1425 Margareta Gräfin von Limburg (* 1406; † um 1459), Herrin zu Bedburg und Hackenbroich     | Gumprecht II. von Neuenahr (* um 1400; † 1484), Erbvogt zu Köln, Herr zu Alpen, ab 1442 Graf ⚭ 1425 Margareta Gräfin von Limburg (* 1406; † um 1459), Herrin zu Bedburg und Hackenbroich | Kuno (Konrad) I. Graf von Manderscheid (* um 1444; † 1489), Herr zu Schleiden, Neuenstein und Kasselburg ⚭ 1459 Walpurga Gräfin von Horn (* um 1443; † 1476), Herrin von Altena                             | Kuno (Konrad) I. Graf von Manderscheid (* um 1444; † 1489), Herr zu Schleiden, Neuenstein und Kasselburg ⚭ 1459 Walpurga Gräfin von Horn (* um 1443; † 1476), Herrin von Altena |
| Eltern                                | Wilhelm I. Graf von Neuenahr (* um 1447; † 1497), Herr zu Bedburg ⚭ 1484 Walburga Gräfin von Manderscheid (* 1468; † 1530/35), Herrin zu Schleiden                                           | Wilhelm I. Graf von Neuenahr (* um 1447; † 1497), Herr zu Bedburg ⚭ 1484 Walburga Gräfin von Manderscheid (* 1468; † 1530/35), Herrin zu Schleiden                                       | Wilhelm I. Graf von Neuenahr (* um 1447; † 1497), Herr zu Bedburg ⚭ 1484 Walburga Gräfin von Manderscheid (* 1468; † 1530/35), Herrin zu Schleiden                                                          | Wilhelm I. Graf von Neuenahr (* um 1447; † 1497), Herr zu Bedburg ⚭ 1484 Walburga Gräfin von Manderscheid (* 1468; † 1530/35), Herrin zu Schleiden                              |
| Hermann Graf von Neuenahr (1492–1530) | | | | |

Hermann von Neuenahr wuchs in Köln auf. Der alte „Neuenahrer Hof“ (im 17. Jh. niedergelegt, Treppenturm in der Kirche St. Maria in der Kupfergasse erhalten), das Hofgut der Familie, stand an der Ecke Langgasse (heute: Neven-DuMont-Straße) / Schwalbengasse-Kupfergasse. Im Alter von drei Jahren erhielt Hermann von Neuenahr 1495 eine Domizellar-Präbende (Pfründe) am Kölner Domkapitel, 1500 besaß er auch ein Kanonikat an der Kathedrale St. Lambert in Lüttich, wo sein Großonkel als Bischof residierte, und hatte die Pfarr-Pfründe zu Hochemmerich inne. Er war zudem Kanoniker an St. Gereon in Köln und am Marienstift zu Aachen. Hermann von Neuenahr, dessen Vater starb, als er etwa fünf Jahre alt war, wurde bei einem Verwandten, dem Kölner Domherren Graf Simon von Spiegelberg (vor 1475–1524), erzogen. Sein Erzieher („Institutor“) war der Humanist Petrus Pherndorphius (auch: Peter Segenensis; * vor 1480; † vor 1547).

### Studium in Köln und Italien
Am 14. November 1504 immatrikulierte er sich als „domic[ellarius] Herm[annus] de Nuwenaro, can[onicus] maioris eccl[esiae]“ an der Kölner Universität. Zu seinen universitären Lehrern gehörte unter anderem Jacobus Magdalius von Gouda († 1520).

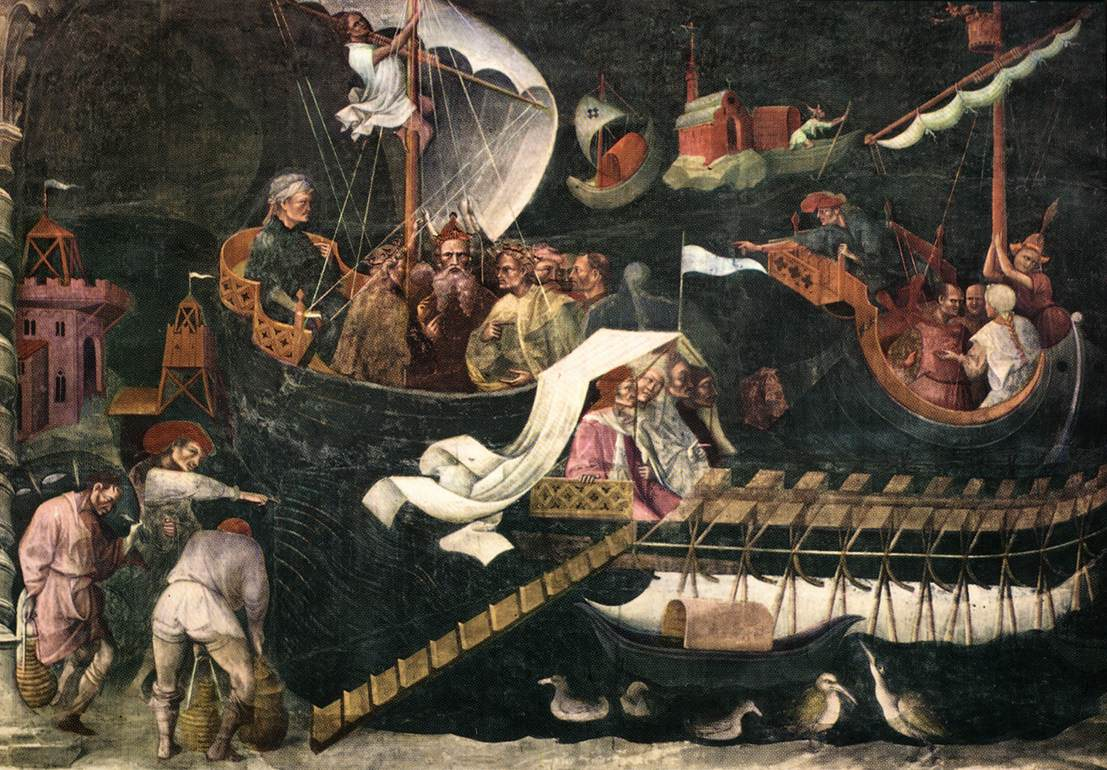
Giovanni di Pietro Falloppi: Fresko Rückreise der Heiligen Drei Könige in der Cappella dei Re Magi der Basilika San Petronio, Bologna, um 1410

1508 bis 1510 unternahm Hermann von Neuenahr im Gefolge einer nach Rom reisenden Gesandtschaft des Kölner Erzbischofes Philipp II. von Daun (1463–1515) eine ausgedehnte Studienreise nach Italien. Beim Aufbruch in Köln am 12. Dezember 1508 wurde er von seinem Präzeptor (Lehrer), dem Humanisten Johannes Caesarius, begleitet. Die Reiseroute führte über Bonn, Koblenz, Remagen, Niederheimbach, Oberwesel, Bingen, Mainz, Oppenheim, Worms, Oggersheim, über den Rhein nach Rheinhausen (Huysen), Bruchsal (Brosel), Vaihingen (Phayngen), Esslingen, Göppingen, Ulm, Kempten, Schloss Erenstein (verlesen „Kronstein“) bei Reutte, folgte dann der Via Claudia Augusta über den Fernpass, Nassereith, Landeck, Pfunds (Fentz), den Reschenpass, Schlanders, Meran, Tramin, Trient, Calliano, Borghetto sull'Adige, die Chiusa Veneta (Venedier Kluse) bei Ceraino, Verona, Isola della Scala (Alaschala) und Ostiglia am Po. Neuenahr und Caesarius trennten sich am 13. Januar 1509 in Bologna von der Reisegruppe, immatrikulieren sich an der dortigen Universität und studierten intensiv Griechisch. Bei einem Besuch in Ferrara lernte Hermann den Humanisten und Mediziner Niccolò Leoniceno (1428–1524) kennen. Famulus von Hermann von Neuenahr in Bologna war Magister Gerhard von Enschringen (* vor 1490; † zwischen 1560 und 1572), sein späterer Sekretär und Kaplan.

### Humanistenkreise
Hermann von Neuenahr hatte Kontakt zu vielen bedeutenden Humanisten seiner Zeit, unter anderem zu Erasmus von Rotterdam (1465–1536), Lambert de Hollogne († um 1522), Konrad Peutinger (1465–1547), Eitelwolf von Stein (1465/66–1515), Hermann von dem Busche (1468–1534), Johannes Caesarius (1468–1550), Willibald Pirckheimer (1470–1530), Nicolaas van Broekhoven (Bruchhofen) Buscoducensis (* 1478; † um 1553), Petreius Aperbacchus (Peter Eberbach) (1480–1531), Helius Eobanus Hessus (1488–1540), Jakobus Greselius (1483–1552), Arnold Haldrein von Wesel (* um 1484; † 1534), Heinrich Glarean (1488–1563), Beatus Rhenanus (1485–1547), Ulrich von Hutten (1488–1523), Juan Luis Vives (1492–1540), Jakob Sobius (1493–1527/28), Johann von Vlatten (um 1498–1562), Dietrich Zobel von Giebelstadt († 1531), Euricius Cordus (1486–1535), Adolf Eichholz (vor 1490–1563) oder Simon Reichwein (1501–1559).
In der Epistola apologetica pro Reuchlino vom 30. August 1517 nennt Pirckheimer in seiner berühmten Liste von 45 humanistisch gesinnten „gelehrten und des Namens würdigen“ Theologen (vir doctus et Theologico nomine dignus) auch den Grafen Hermann von Neuenahr. Neuenahr hielt an der Kölner Universität öffentliche Vorlesungen über Griechisch und Hebräisch. Hermann von dem Busche bezeichnete Hermann von Neuenahr 1518 als „gekrönten Dichter“ (poeta laureatus).

#### Dunkelmännerbriefe-Streit
Im Dunkelmännerbriefe-Streit zwischen Johannes Reuchlin (1455–1522) und Johannes Pfefferkorn (1469–1524), der von der Kölner und Pariser Universität unterstützt wurde, nahm Hermann von Neuenahr wie sein Freund Agrippa von Nettesheim (1486–1535) zugunsten Reuchlins und des Talmuds Stellung.
Hermann von Neuenahr könnte bereits an den 1515 erschienenen Epistolae obscurorum virorum (= Briefe dunkler Männer) mitgewirkt haben. Die wichtigste Belegstelle dafür aus einem undatierten Brief an Reuchlin („gegen Hoogstraten … haben wir paar Wörtchen entworfen“) kann jedoch inzwischen auf 1518 datiert werden und wird heute auf spätere Texte bezogen. Im zweiten Band der Epistolae obscurorum virorum, der 1517 erschien, erwähnt der fiktive Magister Philipp Schlauraff (vgl. „Schlauraffen-Land“) in einem Carmen rithmicale für den scholastischen Theologen Ortwin Gratius (1475–1542), in dem er von Begegnungen mit Humanisten an den Universitäten quer durch Deutschland berichtet, auch Hermann von Neuenahr in Köln in einem Knittelvers. In Köln habe er sich nicht um die Vorlesungen von Buschius und Caesarius gekümmert,
„Sed steti cum Theologis / & vixi in laetitiis
Und gab nit ein har / auff den Graven von newen Ar.“
Dieses satirische Gedicht wurde wahrscheinlich von Hutten verfasst.
Literarisch griff Hermann von Neuenahr 1517 mit der Veröffentlichung Defensio praestantissimi viri Ioannis Reuchlin (= Verteidigung des herausragendsten Mannes Johannes Reuchlin) in den Streit ein, die eine Schrift des franziskanischen Humanisten und päpstlichen Legaten Juraj Dragišić (Georgius Benignus), Titularerzbischofs von Nazareth, enthielt. Dragišić' um 1515 verfasstes Manuskript An Iudaeorum libri, quos Thalmud appellant, sint potius supprimendi, qu[am] tenendi & conservandi (= Ob die Bücher der Juden, die sie Talmud nennen, eher zu unterdrücken als (nicht vielmehr) zu bewahren und zu erhalten sind) war Hermann in Köln von dem Bremer Domkantor Martin Gröning († 1521), der aus Rom gekommen war, übergeben worden. Hermann widmete die Veröffentlichung Dietrich Zobel von Giebelstadt, der ein Anhänger Reuchlins und zu dieser Zeit Generalvikar des Mainzer Erzbischofs Albrecht von Brandenburg (1490–1545) war. 1518 erschien die „Defensio“, in der der Dominikanerorden und der päpstliche Inquisitor Jakob van Hoogstraten (um 1460–1527) scharf angegriffen wurden, in einer zweiten Auflage. Der etwa 20-jährige Philipp Melanchthon (1497–1560) bedankte sich für die Unterstützung seines Verwandten Reuchlin, indem er Hermann von Neuenahr das Vorwort zu einer von ihm herausgegebenen Schrift des Humanisten Mariangelus Accursius (1489–1546) widmete, die Graf Herrmann aus Italien mitgebracht und Reuchlin überlassen hatte. Melanchthon sandte Hermann von Neuenahr auch ein Probemanuskript (specimen) der von ihm verfassten Commentarii Συντάξεων περὶ ἑλληνικῶν ἰδιωμάτων (= Bemerkungen zu Satzlehren von den griechischen Dialekten), die nie gedruckt wurden und als verschollen gelten.
Als Jakob van Hoogstraten 1518 eine ebenso scharfe „Apologia“ gegen die Schrift Dragišić' veröffentlichte, gab Hermann von Neuenahr noch im gleichen Jahr zusammen mit Johannes Reuchlin, Hermann von dem Busche und Ulrich von Hutten die „Epistolae trium illustrium virorum, ad Hermannum comitem Nuenarium“ (= Briefe dreier berühmter Männer an Hermann Graf von Neuenahr) gegen Hoogstraten heraus. Aus Ärger über den Dominikaner Jakob van Hoogstraten untersagte Graf Hermann den Angehörigen von dessen Bettelorden (den „Jakobiten“) das „Terminieren“ („Käse und Eier sammeln“) in seinem Zuständigkeitsbereich, auch seine Verwandten schlossen sich dem Verbot an. Nach einem Jahr musste sich Hoogstraten auf Druck seiner Ordensangehörigen bei Neuenahr für beleidigende Äußerungen förmlich in einer schriftlichen „Palinodie“ entschuldigen. Erasmus von Rotterdam, der ein Exemplar des Widerrufs besaß, erwähnt den Vorfall verschiedentlich in seinen Briefen.
Erasmus schrieb an Johannes Caesarius und Hermann von dem Busche, dass er die Angriffe des Grafen von Neuenahr bedauere. 1518 veröffentlichte Nicolaas van Broekhoven unter seinem Pseudonym Nicolaus Quadus Saxo die polemische Schrift De memorabilibus Predicatorum et Carmelitarum, in der er „Schandtaten“ (flagitia) der Dominikaner und Karmeliten kritisierte. Mit einem angeblich in Rom verfassten Brief widmete er das Werk Hermann von Neuenahr. 1520 erschien der Widmungsbrief in einer separaten Ausgabe erneut, wohl noch im selben Jahr wurde er auch in ein Sammelwerk von vier Veröffentlichungen Broekhovens aufgenommen, das in der Offizin von Johannes Herwagen (1497–1557/59) gedruckt wurde.
Das Sammelwerk enthält satirische Glossen zu Hoogstratens Destructio Cabale, erschienen im April 1519, gegen den Inquisitor Magistri nostri Nicolaas Baechem Edmondanus (1462–1526) und gegen Richard Sbrulius.
Um 1518 schickte Helius Eobanus Hessus seinen Freund Petreius Aperbacchus zu Hermann von Neuenahr, der gerade – wohl in Aachen – ein Thermalbad aufsuchte (thermas petens), und gab ihm ein lobpreisendes Gedicht auf den Grafen als Empfehlungsschreiben mit.
Graf Hermann besuchte im Sommer 1518 wie Hutten und Sobius den Reichstag in Augsburg. Im Herbst 1518 war Erasmus fünf Tage Gast Hermann von Neuenahrs in Bedburg. Er mahnte ihn zu stilistischer Zurückhaltung gegenüber Hoogstraten. Hermann von Neuenahr berichtete Erasmus von Gerüchten, dass auf der nächsten, für Frankfurt geplanten Reichsversammlung der Kaiserenkel Ferdinand zum König gewählt werden könnte.

### Diplomatische Mission in Rom
Graf Hermann von Neuenahr amtierte nach dem Tod des Johann Erwini († 1518, nach dem 10. März) aus Ratingen bis zur Bestallung von Martin von Oed am 9. Februar 1519 als Kölner Generalvikar. Nach dem Tod des Kaisers Maximilian I. am 12. Januar 1519 führte ihn eine diplomatische Mission im Frühjahr zur Kurie nach Rom. Im April 1519 berichtete er Beatus Rhenanus, den er auf der Reise nach Rom in Basel antraf, von den drei päpstlichen Legaten in Mainz – dem Kardinalpriester von San Sisto (S. Xysti) Thomas Cajetan, dem Nuntius und Erzbischof von Reggio Calabria Roberto Latino Orsini († 1520) und dem Nuntius und apostolischen Protonotar Marino Ascanio Caracciolo (1468–1538) –, die „mit Händen und Füssen (pedibus ac manibus)“ gegen Erzherzog Karl intrigieren würden, um seine Königswahl zu verhindern.

### Wahl Karls V. zum römisch-deutschen König in Frankfurt am Main
Anschließend war Herrmann von Neuenahr im Gefolge des Kölner Erzbischofs Hermann von Wied (1477–1552, reg. 1515–1547) bei der Königswahl in Frankfurt am Main. Er rief die Kurfürsten zur Wahl Karls V. (1500–1558) zum römisch-deutschen König auf, die am 28. Juni 1519 stattfand, und forderte von Karl die Verurteilung und Absetzung Hoogstratens. „Es gibt, glaube mir, eine singuläre Pest in Deutschland: Jakob Hoogstraten“. Hermann von Neuenahr und Jakob Sobius veröffentlichten ihre in Frankfurt gehaltenen „Drei Reden“ unter dem Titel „Vivat Rex Carolus. Orationes treis“. Der Humanist Bernhard Adelmann von Adelmannsfelden († 1523) hielt den Grafen von Neuenahr zu dieser Zeit für einen Anhänger Martin Luthers. Johannes Caesarius widmete Hermann von Neuenahr am 17. März 1520 seine Dialectica.

### Kurfürstentag in Köln zur Königskrönung Karls V.

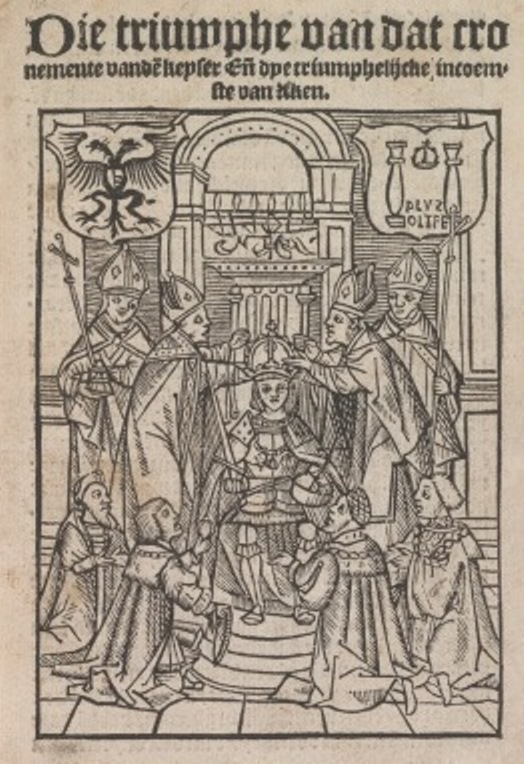
Krönung Karls V. im Aachener Dom; Holzschnitt von Willem Vorsterman, 1520. Bei dem Geistlichen neben den drei Erzbischöfen handelt es sich um eine Darstellung des assistierenden Hermann von Neuenahr

Hermann und sein Bruder Wilhelm II. von Neuenahr nahmen an der Königskrönung Karls V. am 23. Oktober 1520 in Aachen teil. Hermann von Neuenahr hielt während des Krönungsgottesdienstes das Zeremoniale für den Konsekrator Erzbischof Hermann V. von Wied.
Im Oktober/November 1520 suchten Erasmus und Georg Spalatin (1484–1545) nach einem vorangegangenen Gespräch mit Friedrich dem Weisen (1463–1525), der zur Königskrönung nach Köln angereist war, gemeinsam Hermann von Neuenahr in seinem Stadthaus in der Brückenstraße auf. Erasmus wohnte bei Neuenahr und fasste dort unmittelbar nach dem Gespräch mit Friedrich seine zweiundzwanzig „Axiomata Erasmi pro causa Martini Lutheri Theologi“ in Reaktion auf die Bannandrohungsbulle Exsurge Domine Leos X. schriftlich zusammen. Vermutlich hat Hermann von Neuenahr in diesen Wochen, als der Hof Karls V. zum Kurfürstentag in Köln Station machte, auch andere Besucher Kölns wie Franz von Sickingen (1481–1523) oder Kardinal Matthäus Schiner (um 1465–1522) getroffen. Wenige Tage später, am 12. November 1520, wurden Luthers Schriften von Nuntius Kardinal Hieronymus Aleander (1480–1542) öffentlich auf dem Domhof verbrannt.

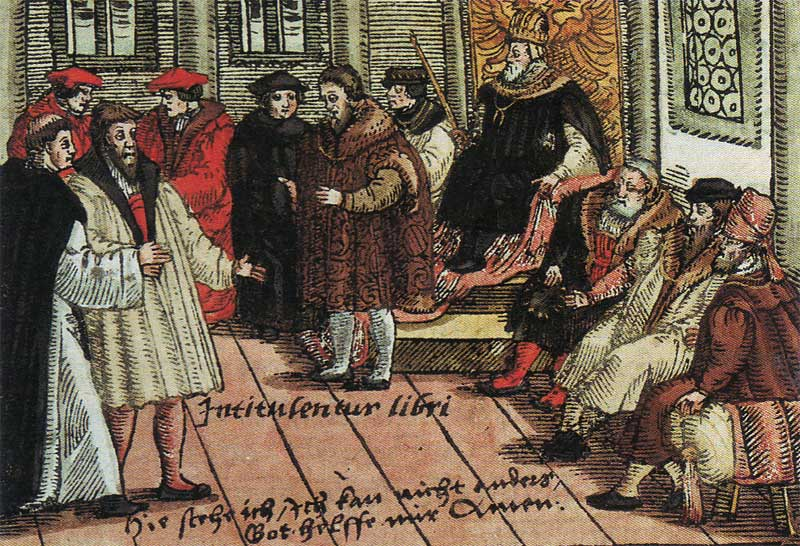
Reichstag zu Worms 1521, kolorierter Holzschnitt 1556

1521 nahmen Hermann und sein Bruder Wilhelm II. von Neuenahr am Wormser Reichstag teil, in dessen Rahmen am 17./18. April Martin Luther angehört wurde. Die im Umfeld des Reichstages auftretende Forderung vieler Reichsstände nach einem allgemeinen Konzil wurde von Graf Hermann von Neuenahr literarisch unterstützt.

#### Unterstützung der Konzilsforderung
Jakob Sobius veröffentlichte um 1522 in Zusammenarbeit mit Graf Hermann Commentariorum Aeneae Sylvii Piccolominei Senensis, de Concilio Basileae celebrato libri duo (= Zwei Bücher mit den Kommentaren von Enea Silvio Piccolomini aus Siena über das in Basel abgehaltene Konzil), eine Quellensammlung zum Konzil von Basel. Die Veröffentlichung zielte auf eine aktuelle Reformbedürftigkeit der Kirche und – so das Titelblatt – auf die Einberufung eines neuen Konzils. Ihr liegt eine Handschrift zugrunde, die sich im Besitz von Graf Hermann von Neuenahr befand. Georg Sturtz (1490–1548) berichtete Joachim Camerarius im April 1521 aus Köln, dass Graf Hermann das Manuskript Sobius übergeben hatte, der ein Vorwort zur Veröffentlichung verfasste. Das Werk enthält neben Texten von Enea Silvio (dem späteren Papst Pius II.) auch die Schriften:
- Giuliano Cesarini: Exemplum literarum quas Iulianus Cardinalis … scripsit ad Eugenium Pont. Romanu[m], conantem dissolvere Basiliense Concilium (Beispiel eines der Briefe, die Kardinal Giuliano (Cesarini) … an den römischen Pontifex Eugen schrieb, als er versuchte, das Baseler Konzil aufzulösen) und Exemplum alterius epistulae eiusdem (= Ein anderes Beispiel eines seiner Briefe); Briefe vom Februar und 5. Juni 1432 aus Basel[81]
- Benno († 1100):[A 14] Vita et gesta Hildebrandi, qui Romanus Pontifex factus, Gregorius septimus dictus est (= Leben und Taten Hildebrands, der Gregor VII. genannt wurde, als er römischer Pontifex geworden war, vor 1086),[82][78]
- (Name des Verfassers nicht genannt): Vita Henrici quarti Caesaris Augusti (= Leben des Kaisers Heinrich IV., Anfang des 12. Jahrhunderts),[83]
- Epistolae aliquot Henrici quarti Caesaris Augusti, ad Pontificem Romanum, et alios principes (= Einige Briefe Kaiser Heinrichs IV. an den römischen Pontifex und andere Fürsten, 12./13. Jahrhundert),[84]
- (Name des Verfasser nicht genannt, als Autor vermutet wird) Lukáš Pražský (* um 1460; † 1528):[85] Oratio excusatoria atque satisfactiva fratrum regi Vladislao ad Ungariam missa (= Verteidigungs- und Rechtfertigungsrede der ‚(Böhmischen) Brüder‘, die an König Vladislav nach Ungarn geschickt worden ist, 1503),[86]
- (Name der Verfasser nicht genannt, als Autorin vermutet wird) Martha von Boskowitz (* um 1463; † 1510):[A 15][87] Confessio fratrum, regi Vladislao ad Ungariam missa (= Bekenntnis der ‚Brüder‘, das an König Vladislav nach Ungarn geschickt worden ist, 1507),[88]
- (Name der Verfasserin nicht genannt) Martha von Boskowitz:[87] Excusatio fratrum Waldensium contra binas literas Doctoris Augustini datas ad Regem (= Verteidigung der waldensischen Brüder gegen die beiden von Doktor Augustin (Käsebrod)[A 16] verfassten Briefe an den König, 1508);[89] der Humanist Bohuslaus Lobkowicz von Hassenstein, der weitläufig mit der Autorin versippt war, hatte dieses Schreiben einer Frau an den König mit Verweis auf 1. Kor 14,33f EU scharf kritisiert,[90]
- William Woodford (Wideford), OFM (* um 1330; † um 1397): Articuli Johannis Wiclephi Angli impugnati (= Verworfene Artikel des Engländers John Wyclif, 1396),[91]
- Articuli Io. Wiclephi Angli, damnati per Concilium Constantiense (= Artikel des Engländers Jo. Wyclif, die vom Konstanzer Konzil verurteilt wurden),[92]
- Konzil von Konstanz, Martin V.: Rationes et motiva, ac reprobationes articulorum Wiclephi, et sequacis sui, Ioannis Huss, in Concilio Constantiensi damnatorum (= Erklärungen, Beweggründe und Verwerfungen der vom Konstanzer Konzil verurteilten Artikel Wyclifs und seines Mitläufers Jan Hus, 1415),[93]
- Enea Silvio Piccolomini = Pius II.: Quonam pacto doctrina Johannis Wiclephi in Bohemiam venerit, et de Ioanne Hus, ac Hieronymo Pragens, ex Historia Bohemica (= Wie die Lehre John Wyclifs nach Böhmen gelangen konnte, und über Jan Hus und Hieronymus von Prag; aus der ‚Böhmischen Geschichte‘, 1458),[94]Hinrichtung des Hieronimus von Prag; Chronik des Ulrich von Richental, Handschrift um 1465

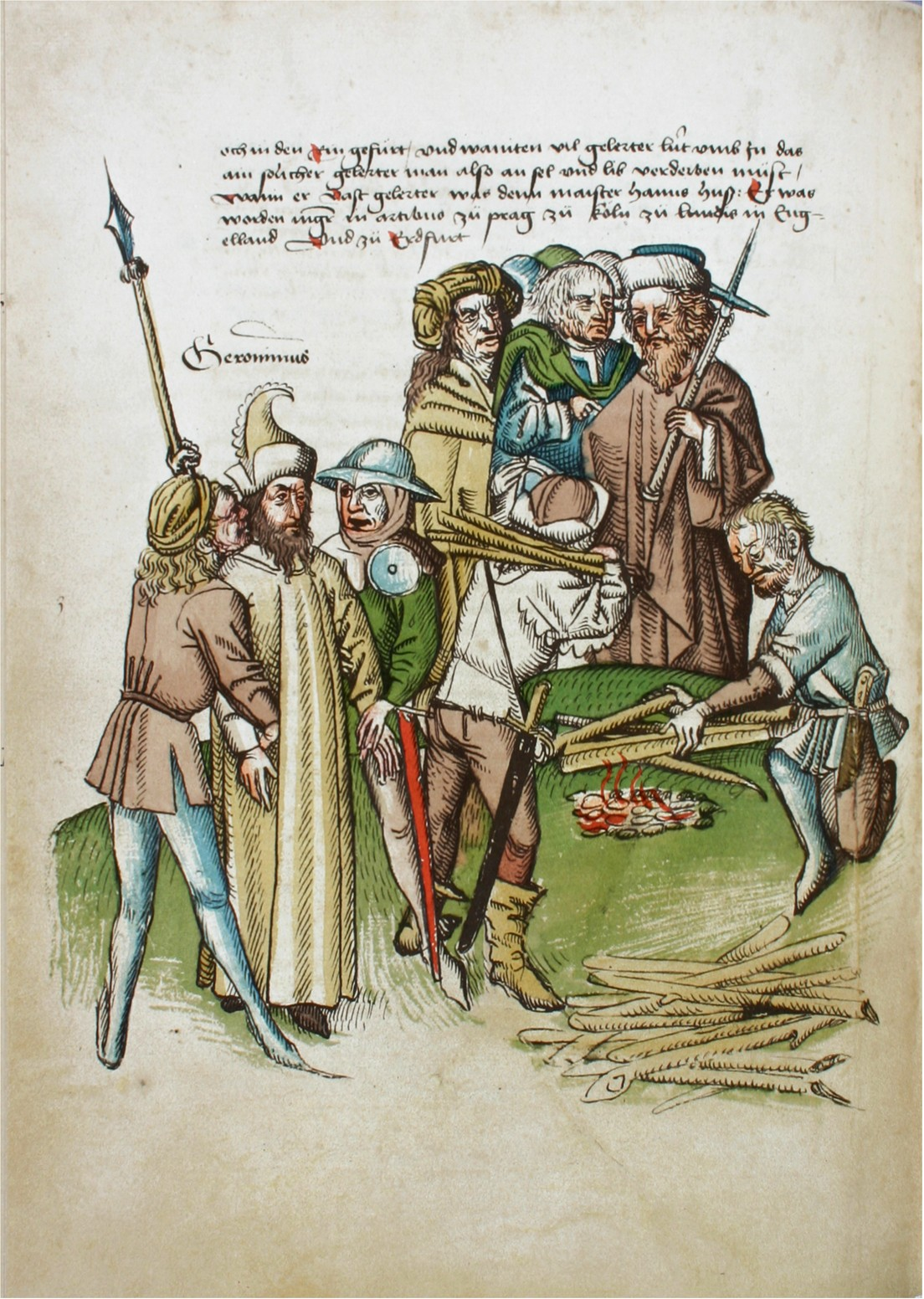
Hinrichtung des Hieronimus von Prag; Chronik des Ulrich von Richental, Handschrift um 1465

- Poggio Bracciolini: Poggius Leonardo Arretino (= Poggio (Bracciolini) an Leonardo (Bruni) aus Arezzo); Brief vom 30. Mai 1416 aus Konstanz über den Ketzerprozess gegen Hieronymus von Prag und seine Verbrennung an diesem Tag[95]
- Leonardo Bruni: Adversum hypocritas libellus (= Kleines Buch gegen die Heuchler, 1417),[96]
- Synodus Aribonis archiepiscopi Moguntini cum coepiscopis et abbatibus suis, anno Domini M. XXIII. apud Saligunstat celebrata (= Provinzialkonzil des Erzbischofs Aribo von Mainz mit seinen Mitbischöfen und Äbten, im Jahre des Herrn 1023 bei Seligenstadt abgehalten)[97]
- (Name des Verfassers nicht genannt): Quomodo Bohemi vocati productique sint ad Basiliensem synodum Oecumenicam (= Wie die Hussiten (Böhmen) zum Ökumenischen Konzil von Basel gerufen[A 17] und aufgenommen wurden, nach 1436);[98] die Chronik schildert die Ereignisse vom Sommer 1431 bis zum Sommer 1436,
- Petitiones Bohemorum postremo propositae in Sacrosancta Synodo Basiliensi (= Zuletzt aufgestellte Forderungen der Utraquisten (Böhmen) an die Heilige Baseler Synode, 1437),[99] überreicht von Jan z Příbrami, Prokop z Plzně, Matěj Louda z Chlumčan u. a.[100]
- Gerhard von Elten, OP († 1484),[A 18] Jakob Sprenger, OP: Paradoxa D. Ioannis de Wesalia Sacrum literarum doctoris (= Irrlehren des Hrn. Johann von Wesel, Doktors der Heiligen Schriften, 1479)[101] und
- Examen magistrale et theologicale doctoris Ioannis de Wesalia (= Lehrmäßige und theologische Untersuchung gegen den Doktor Johann von Wesel, um 1480).[102]

Es handelt sich bei der Zusammenstellung weniger um ein Kompendium mit kirchengeschichtlichem Interesse, als um eine kirchenpolitische Denkschrift. Papstkritische, prokonziliare Texte nehmen breiten Raum ein, und auch die Positionen von „Häretikern“ werden in ihren eigenen schriftlichen Äußerungen ausführlich vorgestellt. Deren aufgenommene Texte reichen z. T. bis in die jüngste Zeit (1508) hinein.
Das Buch wurde von Papst Paul IV. unter der Bezeichnung Aeneae Syluij de actis & gestis Concilij Basileen[sis] auf den Index Librorum Prohibitorum gesetzt. 1535 wurde in Köln eine erweiterte Neuauflage des Werkes unter dem Namen und mit einem Vorwort von Ortwin Gratius († 1541) herausgegeben, die als Fasciculus rerum expetendarum et fugiendarum (= Dokumentensammlung von wünschenwerten und zu meidenden Angelegenheiten) gleichzeitig mit der Erstauflage ebenfalls auf den Index gesetzt wurde. Gratius’ Herausgeberschaft wurde von einigen Forschern angezweifelt, jedoch teilte er die Forderung nach einem allgemeinen Konzil, und es wurden die Drucktypen seines Kölner Druckers Quentel verwendet.

#### Historische Schriften und Inschriften

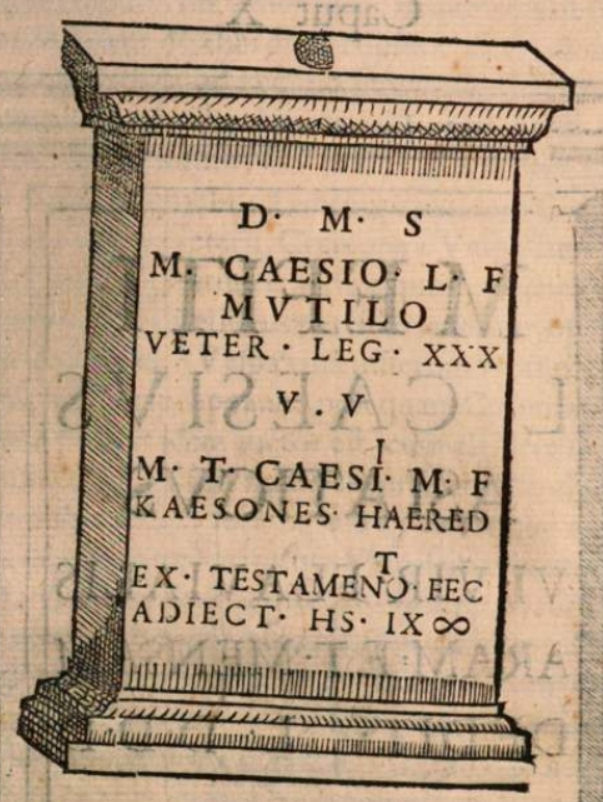
Grabstein des Veteranen Marcus Caesius Mutilus, 2. Jahrhundert n. Chr.

Nach Hermanns Tod wurde sein „De Galliae Belgicae Commentariolus“ (= Kleiner Kommentar zum belgischen Gallien) erstmals 1584 von Christoffel Plantijn (um 1520–1589) aus dem Nachlass von Peter van Dieven (1536–1581) veröffentlicht. Das Buch ist Willibald Pirckheimer (1470–1530) gewidmet und daher nicht, wie gelegentlich vermutet wurde, ein Werk von Hermann von Neuenahr und Moers dem Jüngeren (1520–1578). Graf Hermann berichtet darin von den in Asberg (Asciburgium) bei Moers gefundenen Altertümern:
„Asciburgium … ist nämlich ein Dorf, auf dessen Boden auch jetzt noch verschiedene Anzeichen alter Zeit gefunden werden. Dieser Platz wird noch immer von den Einheimischen Asburg genannt, ein wichtiger Beweis der Wahrheit. Ich habe einige Münzen (nomismata) kurz nach der Auffindung in diesem Feld gesehen, und einen Siegelring (annularis gemma) erstaunlichen Alters, der die Zeichnung eines Pferdes trägt. Die Bauern nennen jene Flur Burgfeld (ager … burgensis), deshalb, weil immer die Sage ging, dort sei eine Burg (burgus) gewesen, deren Trümmer (rudera) in jenem ganzen Gebiet zu sehen sind.“
Hermann erwähnt, dass er zur Identifizierung von Asciburgum ein Itinerarium Theodosianum in der Speyrer Dombibliothek sowie die – noch unveröffentlichte – Tabula Peutingeriana bei Konrad Peutinger in Augsburg eingesehen hatte. Er berichtet, dass kürzlich (nuper) seinem Bruder Wilhelm II. durch Verheiratung die Herrschaft in der Grafschaft Moers zugekommen ist, so dass dieser Text 1518/20 verfasst und Hermanns Aufenthalt von 1518 in Augsburg gemeint sein dürfte.
Hermann von Neuenahr fand bei Asberg den Grabstein des römischen Veteranen der Legio XXX Ulpia Victrix Marcus Caesius Mutilus und soll ihn in einer – verschollenen – Monographie De Asciburgo veröffentlicht haben. Das Original des Grabsteins ist nicht mehr erhalten.

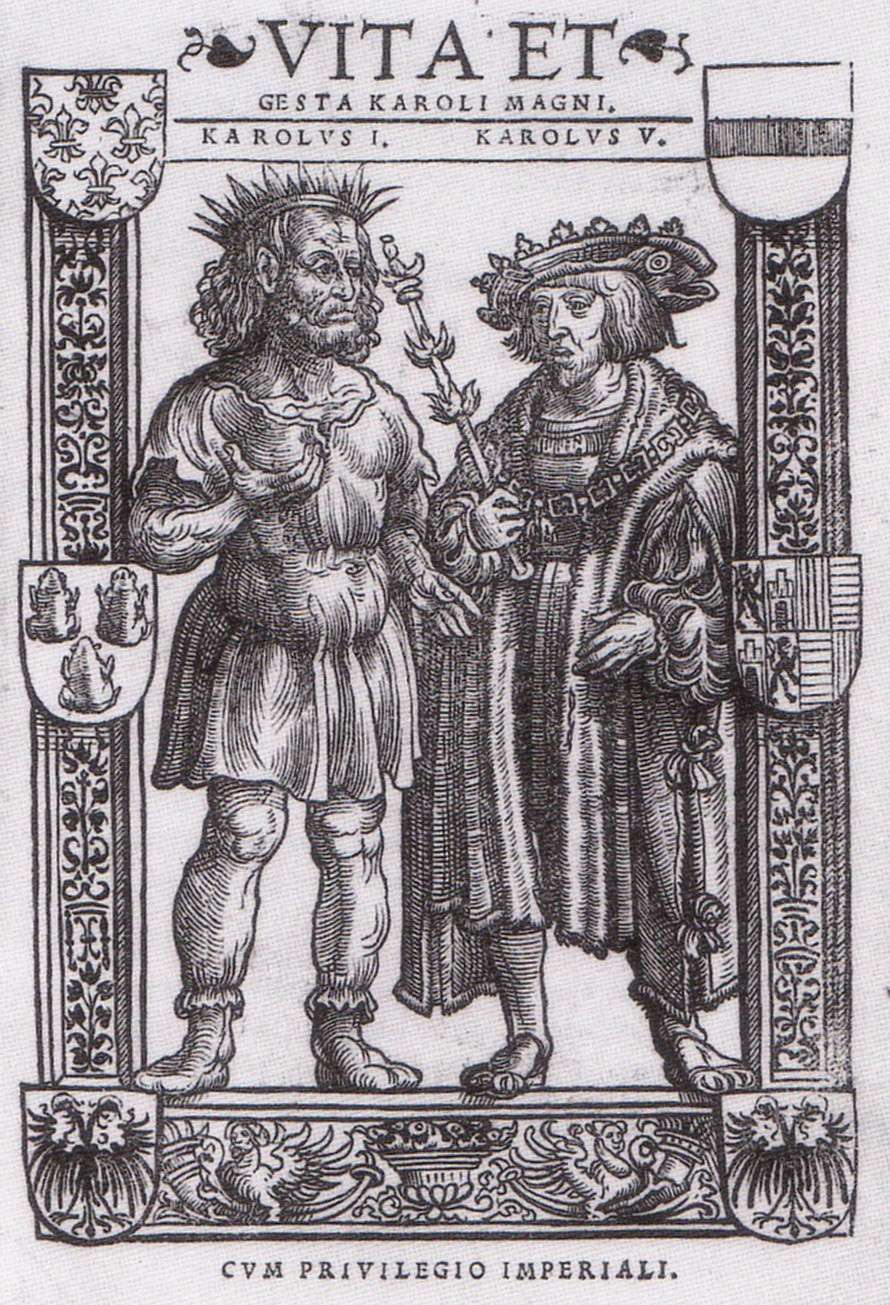
Titelgraphik von Anton Woensam zur Erstausgabe der „Vita et Gesta Karoli Magni“, 1521

1521 veranstaltete Hermann von Neuenahr die editio princeps der „Vita Karoli Magni“ (= Leben Karls des Großen) des fränkischen Gelehrten Einhard (um 770–840). Er legte dabei mindestens drei mittelalterliche Handschriften zugrunde, darunter einen Codex des Wibald von Stablo (1098–1158) aus dem Kloster Steinfeld. Zusammen mit dieser Edition veröffentlichte Hermann von Neuenahr eine „Brevis narratio de origine et sedibus priscorum Francorum“ (= Kurzer Abriss vom Ursprung und den Wohnsitzen der alten Franken). Darin wandte er sich gegen die Theorie von der trojanischen Abkunft der Franken und äußerte sich skeptisch über den (erfundenen) Gewährsmann „Hunibald“ des Abtes Johannes Trithemius.
Aus der Bibliotheca Corbene[n]si (Klosterbibliothek der Reichsabtei Corvey oder der Abtei Corbie) brachte Hermann von Neuenahr das Werk Dialogi lectu dignissimi (= Sehr lesenswerte Gespräche) des Petrus Alfonsi († etwa um 1140) persönlich nach Köln, in dem sich der Leibarzt von König Alfons I. von Aragón mit seiner eigenen Konversion vom Judentum zum Christentum auseinandersetzte; es befand sich später in der Klosterbibliothek von St. Pantaleon. Vielleicht wegen der kritischen Haltung zum Talmud wurde es nicht von Graf Hermann selbst, sondern erst 1536 von Johann Gymnich I. – mit einer Widmung an Hermann von Neuenahr d. J. – veröffentlicht.

Am Haus des Dompropstes an der Kreuzung Unter Fettenhennen / Am Hof an der Stelle des heutigen Wallrafplatz ließ Hermann von Neuenahr eine althochdeutsche (altmittelfränkische) Bauinschrift aus dem 9. Jahrhundert n. Chr. anbringen, die er wahrscheinlich 1526 beim Abbruch der von Erzbischof Gunthar von Köln erbauten Domschule von dort überführen ließ. Die – nicht mehr erhaltene – Inschrift ist als „Inscriptio … Wandalica (= Wendische Inschrift)“ auf der Kölner Stadtansicht von 1570 von Arnold Mercator und bei Stephan Broelmann abgebildet. Der Text der sogenannten Kölner Inschrift, die ein frühes Beispiel für die Verwendung des Endreims im Deutschen darstellt, lautete rekonstruiert: 
 Im Giebel der Dompropstei war ein – ebenfalls nur als Abzeichnung bei Mercator und Broelmann überliefertes – römisches Totenmahlrelief eingemauert.

### Dompropst und Kölner Universitätskanzler
Am 19. Januar 1524 wurde Hermann von Neuenahr als Nachfolger von Bernhard von Sachsen-Lauenburg († 1523) zum Dompropst des Kölner Domkapitels gewählt, womit das Amt des Kanzlers der Kölner Universität verbunden war (die Geschäfte, insbesondere das Promotionsrecht, übte der Vicekanzler aus). Bischof Paul Ziegler von Ziegelberg (1471–1541) von Chur und sein Bruder, der Reichsvizekanzler Nikolaus Ziegler († 1534), deren Familie die Pfründe von Papst Julius II. versprochen worden war, opponierten vergeblich gegen die Wahl. Hermann von Neuenahr ernannte Johannes Gropper (1503–1559) zu seinem Offizial.
1524 besuchte Hermann von Neuenahr Willibald Pirckheimer anlässlich des Reichstages in Nürnberg bzw. auf der Weiterreise zu einem Konvent der bayerischen Herzöge und zwölf süddeutscher Bischöfe in Regensburg, an dem Hermann von Neuenahr Ende Juni 1524 teilnahm. Er schrieb an Pirckheimer kurz vor seiner Abreise aus Nürnberg oder Regensburg über den spätlateinischen Grammatiker Solinus, die Ansichten über den Ursprung der Goten in einem Kodex des Bischofs und karolingischen Historikers Frechulf, einen Brief des Westgoten-Königs Rekkared I., das Herrschaftsgebiet von König Sisebut, den antiken Pharmakologen Pedanios Dioskurides und erbat von ihm ein – nicht erhaltenes – Positionspapier (propositi articuli) des Landgrafen Philipp I. von Hessen für den Reichstag. Pirckheimer, der Neuenahr bereits 1520 seine lateinische Übersetzung der Δραπέται (= Die Entlaufenen) des Lukian von Samosata verehrt hatte, widmete ihm 1528 eine lateinische Übersetzung von zwei Reden des Gregor von Nazianz gegen Kaiser Julian, die Graf Hermann bei seinem Besuch im Manuskript eingesehen hatte.
Der Zisterzienser Gottschalk Moncordius, der reformatorische Ansichten vertrat und 1524/25 vor das geistliche Gericht in Köln geladen wurde, widmete Herrmann von Neuenahr einen um 1524 entstandenen Hebräerbrief-Kommentar. In der Widmung schrieb Moncordius, dass er wegen seiner Vorlesungen über die paulinischen Briefe auf Veranlassung des Inquisitors Arnold von Tongern († 1540) „gleichsam als Vorsteher der lutherischen Partei“ (velut lutheranae factionis archimandrita) aus der Abtei Heisterbach entlassen worden sei, wobei man ihn um sein väterliches Erbe gebracht habe, das jetzt sein Verwandter Remboldus Scarpmann a Lechenich habe.

#### Reform der Artistenfakultät
1525 führte Hermann von Neuenahr eine Reform der Kölner Artistenfakultät durch. Im Juni 1525 wurde „Th. Buerl“ († 1557), Pfarrer in Worringen, an der Kölner juristischen Fakultät immatrikuliert. Als Verwandter bzw. Haushaltsmitglied des Universitätskanzlers brauchte er bei der Einschreibung keine Gebühr zu entrichten.
Als 1527 Theodor Fabricius (1501–1570) die Lehrtätigkeit für Hebräisch verboten wurde, setzte sich Hermann von Neuenahr beim Kölner Stadtrat für ihn ein und leitete eine Supplikation der Universitätsjugend für Fabricius an die Provisoren der Universität weiter.

### Reichstage in Augsburg und Speyer
Ende des Jahres 1525 nahm Hermann von Neuenahr zusammen mit Graf Dietrich IV. von Manderscheid (1481–1551) für Erzbischof Hermann V. am Augsburger Reichstag teil. 1526 waren Hermann von Neuenahr, Graf Wilhelm III. von Wied-Runkel und Moers († 1526) und Graf Dietrich IV. von Manderscheid die Gesandten des Kölner Erzbischofs Hermann V. von Wied auf dem Reichstag in Speyer. 1527 wurde Hermann von Neuenahr in die kaiserliche Kommission zur Vorbereitung eines 1528 in Regensburg geplanten Reichstages berufen, der jedoch nicht zustande kam.

### Weitere Pfründen
Herrmann von Neuenahr war auch Rektor und Besitzer der Vikarie des Altars der Heiligen Drei Könige in Neuss. 1526 leistete er Verzicht auf die Pfarre Holzheim zugunsten des Domherren Friedrich d. J. von Neuenahr (1504–1527), eines Sohns von Gumprecht I. von Neuenahr-Alpen, der sie dem Kanoniker Johann Teschenmacher (Thessenmecher) aus Neuss übertrug. Graf Georg von Limburg-Styrum vergab die Kirche St. Urbanus zu Buer (heute: Gelsenkirchen) gegen den Widerstand des Jost von Strünkede (1500–1529), der ihm den Pfarrsatz streitig machte, an „den Erwerdigen Herrn Herman van Nuwenar, Domproist zu Colln, mynen leven Neven“, der sich in Buer von einem Kaplan vertreten ließ. 1528 versuchte Hermann von Neuenahr erfolglos, die Dechantenstelle des Stiftes Münstereifel zu besetzen. 1529 verzichtete Hermann von Neuenahr auf die Pfarrei Hochemmerich.

### Diplomatische Mission in Valladolid

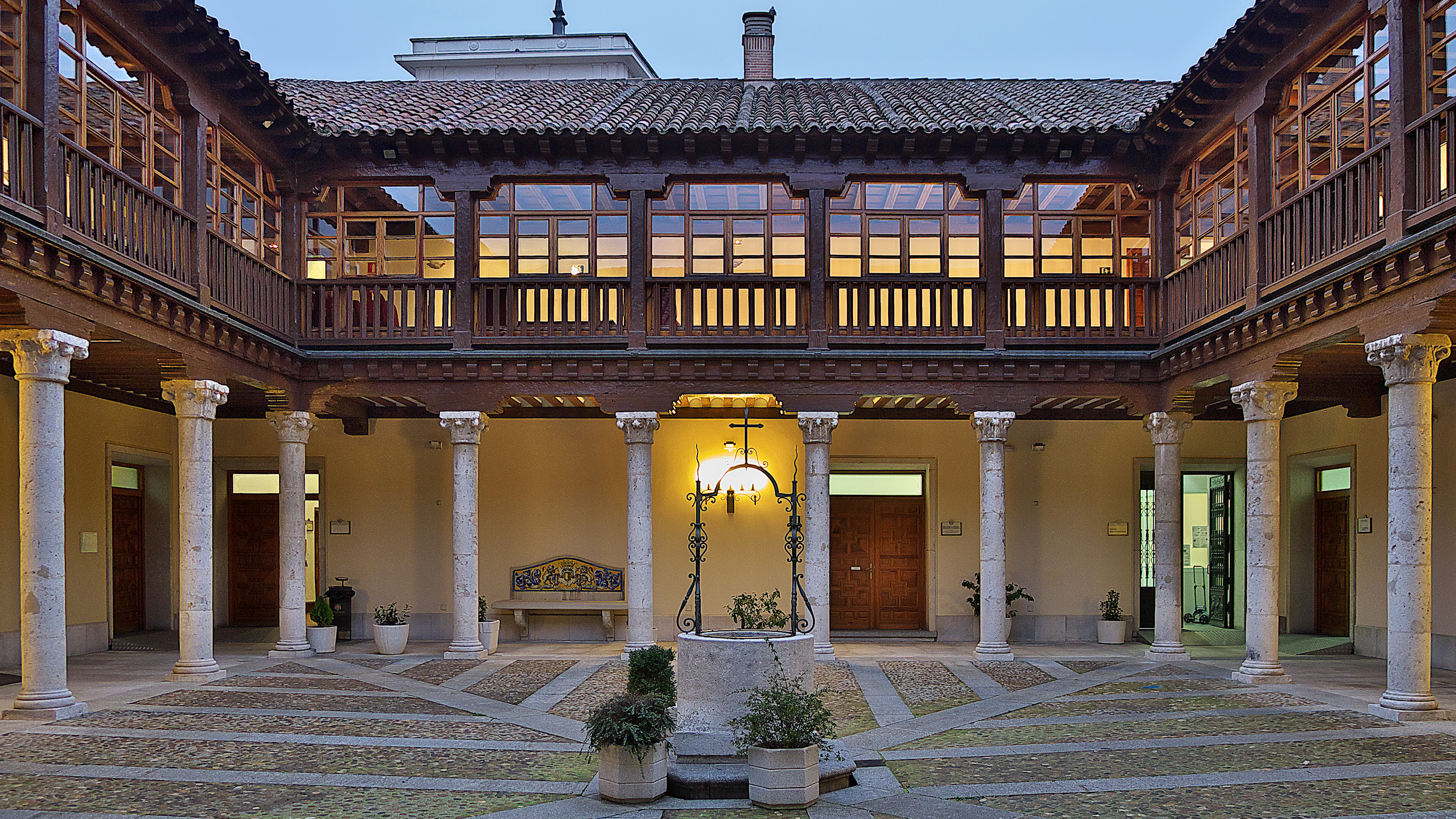
Innenhof des königlichen Palacio de Pimentel in Valladolid

Nach dem Sacco di Roma reiste Graf Hermann im Juli/August 1527 an den kaiserlichen Hof nach Valladolid in Spanien. Wahrscheinlich diente seine diplomatische Mission der Abstimmung mit dem Kaiser im Streit Hermanns von Wied mit Papst Clemens VII. um das Pfründenbesetzungsrecht im Kölner Erzbistum. Während der Reise wurden die Folgen der Reichsacht aufgehoben, durch die Graf Hermanns Bruder Wilhelm II. von Neuenahr und dessen Schwiegervater Wilhelm III. von Wied (* um 1455/60; † 1526) als Erben des Vinzenz von Moers-Saarwerden (1414–1499), der 1493 von Maximilian I. geächtet worden war, noch immer beeinträchtigt gewesen waren. Zur gleichen Zeit fand vom 27. Juni bis zum 13. August 1527 in Valladolid auf Veranlassung von Großinquisitor Alfonso Manrique de Lara († 1538), Erzbischof von Sevilla, eine theologische Disputation statt (Conferencia de Valladolid), in der es um 21 Sätze aus den Werken des Erasmus ging und an der auch der Humanist Alonso de Fonseca y Avecedo (1475–1534), Erzbischof von Santiago de Compostela, und Pedro de Lerma, Kanzler der Universität Alcalá, teilnahmen. Heinrich Ehinger (1484–1537) schloss am 6. August 1527 in Valladolid im Namen von Bartholomäus V. Welser den Maëstrazgos-Pachtvertrag mit den Habsburgern. Im August war eine kursächsische Delegation bestehend aus Georg von Minckwitz (* um 1490; † 1550/51) auf Trebsen, dem Juristen Ulrich Binder (Pinder) d. J. und dem Boten Matthias Reimbold wegen einer pestbedingten Verlegung der Universität Wittenberg nach Jena in Valladolid; sie besuchten dort auch Graf Heinrich III. von Nassau, der sich von 1522 bis 1529 ständig am spanischen Hof aufhielt. Auch der venetianische Botschafter Andrea Navagero, die englischen Diplomaten Girolamo Ghinucci, Edward Lee († 1544) und Sir Francis Poyntz († 1528), der französische Botschafter Gabriel de Gramont (1486–1534), der polnische Gesandte Johannes Dantiscus, der Kämmerer Graf Leonhard Nogarola († 1546) mit einer Moskowiter Gesandtschaft des Großfürsten Wassili III., Reichsvizekanzler Balthasar Merklin von Waldkirch, der spätere Großprior des Johanniter-Ordens Georg Schilling von Cannstatt, Markgraf Johann Albrecht von Brandenburg-Ansbach-Kulmbach und der Generaloberst der Franziskaner Francesco de Angelis de Quiñones (1481–1540) hielten sich zu dieser Zeit am kaiserlichen Hof auf.
Karl V. verließ Valladolid aus Furcht vor der Pest am 23. August 1527 Richtung Palencia. Bei dem allgemeinen Aufbruch hatte auch Hermann von Neuenahr Mühe, eine Gelegenheit für die Rückreise zu finden. Nach seiner Rückkehr – wahrscheinlich über Paris – überbrachte er dem Grafen Wilhelm von Nassau-Dillenburg am 4. November ein Schreiben seines Bruders Heinrich III. von Nassau vom 17. August 1527, das ihm dieser aus Valladolid mitgegeben hatte.

#### Veröffentlichung einer spätantiken theologischen Handschrift
Wahrscheinlich von seiner Reise nach Spanien aus einer dortigen oder einer französischen „alten Bibliothek, gleichsam wie eine im Gebüsch verborgene Jagdbeute“ brachte Herrmann von Neuenahr eine Handschrift des gallorömischen Abts von Lérins und Bischofs von Riez Faustus I. († um 495) mit, die er an Erasmus schickte mit der Bitte, ein Vorwort zu ihrer Veröffentlichung zu verfassen. Das Werk De gratia Dei, et humanae mentis libero arbitrio (= Über die Gnade Gottes und den freien Willen des menschlichen Verstandes), das einige weitere Stücke enthielt und wohl von Graf Herrmann für die Publikation vorbereitet worden war, wurde 1528 bei dem aus Emmerich stammenden Drucker Johannes Faber († 1542) in Basel veröffentlicht und von Erasmus dem Archidiakon von Besançon Ferry de Carondolet (* um 1473; † 1528) gewidmet. Erasmus sah in dem von Neuenahr aufgefundenen Buch eine Bestätigung seiner eigenen Position in der 1524 geführten Auseinandersetzung um den „Freien Willen“: „Wenn er es doch schon geschickt hätte, bevor wir ‚Über den freien Willen‘ gegen Luther geschrieben haben!“ Im selben Band veröffentlicht wurde eine anti-arianische Handschrift des Luciferianers Faustinus († nach 384) aus dem 9. Jahrhundert n. Chr., die Hermann von Neuenahr Erasmus aus der Kölner Dombibliothek vermittelte.
Abschnitte zweier Briefe, die Erasmus 1528 an „Hermanum à Novaquila“ geschrieben hatte, standen später wegen der Erwähnung „falscher Mönche“ (pseudomonachi) auf dem Index Librorum Prohibitorum.

### Kaiserlicher Kommissar für eine Reichssteuer der Kölner Geistlichkeit
Am 13. April 1528 – eine Woche, nachdem dort Albrecht Dürer gestorben war – schrieb Hermann von Neuenahr dem Reichsvizekanzler Balthasar Merklin von Waldkirch aus Nürnberg nach Antwerpen. Im Auftrag von Karl V. bestellte Merklin 1528/29 Dompropst Hermann von Neuenahr zum kaiserlichen Kommissar, um in den Bistümern der Kölner Kirchenprovinz unter den Geistlichen eine Reichssteuer zur Finanzierung des Kriegs gegen Frankreich und England einzuwerben. Während sich die meisten Gebiete „willig gezeigt“ hatten, untersagte Herzog Johann III. von Jülich-Kleve-Berg (1490–1539) den Geistlichen in seinen Herzogtümern, einen Beitrag zu leisten. Gegen den Widerstand Hermanns von Neuenahr wollte der Herzog die Steuer in seinem Territorium selbst von der Kölner Geistlichkeit eintreiben und setzte dies später auch weitgehend durch.

#### Naturwissenschaftliche Schriften
In Zusammenarbeit mit Beatus Rhenanus und dem Drucker Johannes Faber veröffentlichte Hermann von Neuenahr 1528 als editio princeps eine Handschrift des veterinärmedizinischen Werkes „Artis veterinariae, sive mulomedicinae libri quatuor“ (= Vier Bücher der tierärztlichen oder maultiermedizinischen Kunst) von Flavius Vegetius Renatus (4. Jh. n. Chr.), die er möglicherweise aus Ungarn oder Italien erhalten hatte; im Kloster St. Pantaleon in Köln befand sich auch ein Codex aus der Reichsabtei Corvey mit dieser Schrift. Er widmete das Buch Erzherzog Ferdinand von Österreich (1503–1564). Bereits 1532 erschien in Augsburg eine unautorisierte deutsche Übersetzung dieser Schrift.
Als 1529 in Antwerpen eine Epidemie des sogenannten „Englischen Schweißes“ ausgebrochen war und sich verbreitete, gab Hermann von Neuenahr die medizinische Untersuchung „De novo hactenusque Germaniae inaudito morbo ἱδροπυρετοῦ“ (= Über die neue und bisher in Deutschland unbekannte Krankheit des ‚Schweißfiebers‘) heraus, an der der Leibarzt Simon Reichwein (um 1501–1559) des Herzog Johann von Jülich-Kleve-Berg (1490–1539) mitwirkte. Hermann beschäftigte sich dabei u. a. mit den Fragen, warum Kinder unter 10 Jahren und alte Menschen nur ausnahmsweise von der Krankheit befallen wurden und warum bei den Verstorbenen schnell die Fäulnis einsetzte.
Die 1529 abgeschlossenen „Annotationes aliquot herbarum“ (kritische Deutung der Pflanzennamen im Werk des Pedanios Dioscurides) wurden erst 1531 nach Hermanns Tod von Otto Brunfels (1488–1534) veröffentlicht. Hermann von Neuenahr, der bereits während seiner Studien 1509/10 bei Niccolò Leoniceno in Ferrara eine entsprechende Handschrift eingesehen, 1524 an Pirckheimer über die von Dioscurides erwähnten Kräuter geschrieben und ihm schon früh ein Manuskript seiner eigenen Ausarbeitung übersandt hatte, erhielt 1529 einen Baseler Druck des Werkes. Graf Hermann besaß eigene Exemplare der Historia plantarum (= Naturgeschichte der Gewächse) des Theophrastos von Eresos, der Naturalis historia des Gaius Plinius Secundus oder des Herbarius des Pseudo-Apuleius, die er zum Vergleich heranzog. In Köln war 1529 von dem Drucker Johannes Soter († 1543) auch eine lateinische Übersetzung mit Kommentar des Marcello Virgilio Adriani (1461–1521), Kanzler der Republik Florenz, zu Dioscurides herausgegeben worden. Auch bei Johannes Schott in Straßburg war 1529 eine von Otto Brunfels besorgte Ausgabe Dioscurides' erschienen. Noch nach Abgabe seines Manuskriptes an Schott erbat Neuenahr im Mai 1530 kurz vor seinem Tod von Pirckheimer eine Abschrift zurück, um das Werk, von dem er zu dieser Zeit keine Kopie mehr besaß, zu vervollständigen.
Aus dem Nachlass Hermanns besorgte sein Neffe Hermann von Neuenahr der Jüngere 1532 die editio princeps der „Octavii Horatiani Rerum medicarum libri quatuor“ (= Vier Bücher über medizinische Fragen) des Theodorus Priscianus (4./5. Jahrhundert n. Chr.) nach einer Handschrift aus Brüssel, die mit einer Herausgabe der „Chirurgicorum omnium Primarii libri tres“ (= Drei Bücher des Ersten aller Chirurgen) des Albucasis (936–1013) verbunden war. In zwei Seiten der Ausgabe bzw. der zugrundeliegenden Handschrift wurden ohne Quellenausgabe Auszüge aus den Gynaecia (= Die weiblichen Organe) des Vindicianus (Ende des 4. Jahrhunderts n. Chr.) über die Entwicklung des menschlichen Embryos eingearbeitet. Vom Lektorieren (castigare) des Manuskripts zusammen mit seinem Sekretär Gerhard von Enschringen und der geplanten Zusendung hatte Hermann von Neuenahr der Ältere seinem Drucker Johann Schott schon 1529 berichtet.
In den letzten Monaten seines Lebens beschäftigte sich Hermann von Neuenahr mit naturphilosophischen Spekulationen der Pythagoreer in Auseinandersetzung zu Ptolemäus und mit mathematischen Problemen; diese seien „durchaus nicht verwerflich“ (non plane contemnenda), sondern auch diese Studien versprächen Unterhaltung.

### Reichstage in Speyer und Augsburg
Auf dem Speyerer Reichstag im Frühjahr 1529 sprach Hermann von Neuenahr mit Philipp Melanchthon, dieser hatte ihm kurz zuvor seine Römerbriefauslegung gewidmet. Melanchton hatte sich gerade in Auseinandersetzung zur Täuferbewegung mit der Sakramentenfrage im Allgemeinen auseinandergesetzt, und Graf Hermann berichtete Erasmus in einem Brief aus Speyer, dass er selbst an „Flausen“ (nugae) zu dieser Frage arbeite, die er möglicherweise unter fremdem Namen oder anonym erscheinen lassen wollte, um zur Besänftigung der Auseinandersetzung beizutragen. Eine entsprechende Publikation Neuenahrs ist jedoch nicht bekannt. Ende Februar 1530 sandte Melanchthon die erweiterte Ausgabe seiner Römerbriefauslegung an Wilhelm Reiffenstein in Stolberg und bat den Empfänger, ein Exemplar an den Grafen von Neuenahr weiter zu leiten.
An den Prozessen gegen die evangelischen „Ketzer“ Adolf Clarenbach und Peter Fliesteden und ihrer anschließenden Verbrennung am 28. September 1529 auf Melaten scheint Hermann von Neuenahr – anders als sein Erzbischof Hermann von Wied – nicht beteiligt gewesen zu sein. Humanisten wie Hermann von dem Busche oder Theodor Fabricius protestierten gegen diese Hinrichtung. Am Jahresende 1529 reiste Hermann von Neuenahr zu Gesprächen an den jülich-klevischen Hof. Er wartete dort auf die Ankunft von Quirinus Talesius (1505–1573), der Briefe des Erasmus überbrachte.

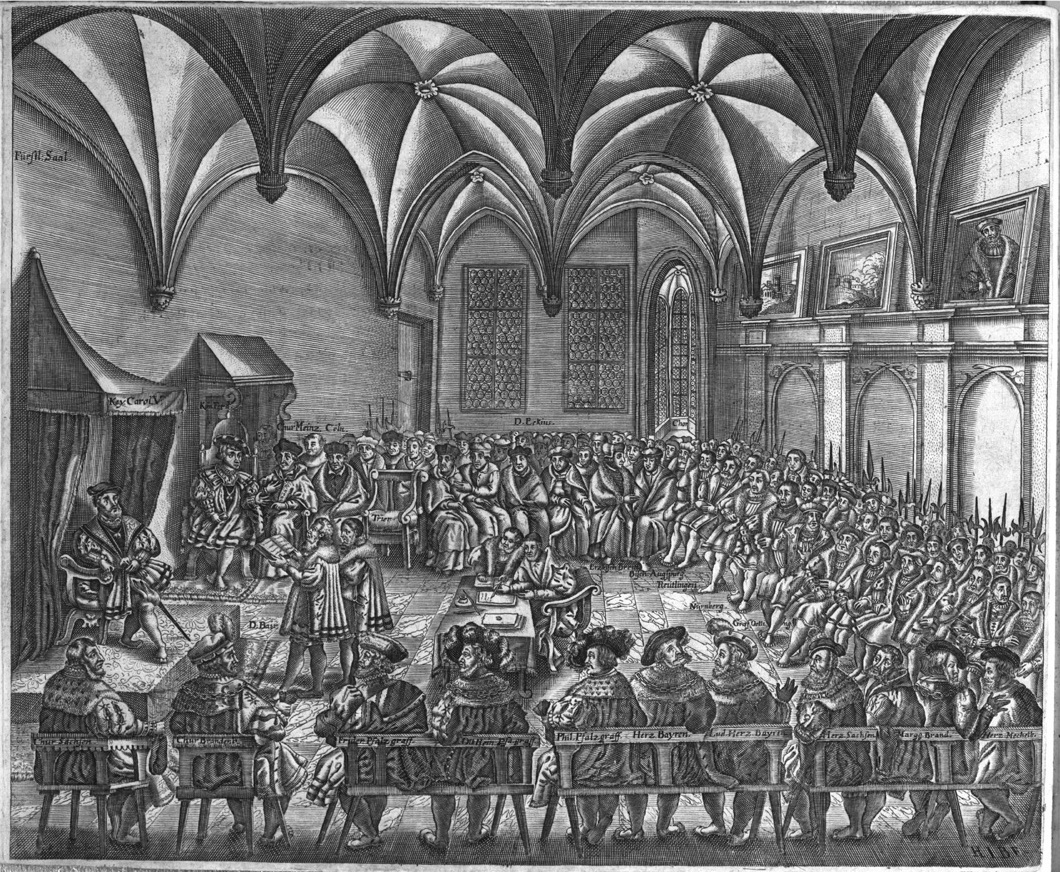
Der sächsische Kanzler Christian Beyer verliest am 25. Juni 1530 auf dem Reichstag vor Kaiser Karl V. die „Confessio Augustana“

1530 vertrat Hermann zusammen mit seinem Bruder Wilhelm den Erzbischof Hermann von Wied auf dem Reichstag von Augsburg, der am 20. Juni von Karl V. eröffnet wurde. Bereits im Mai war Hermann von Neuenahr in der Stadt, er wurde von seinem langjährigen Leibarzt Jakob Ebel (* um 1485; † nach 1552) begleitet. Vom 19. Juni (Kalendis Iulij) datiert der Widmungsbrief Willibald Pirckheimers für ihn in der Germaniae ex variis scriptoribus perbrevis explicatio (= Knappe Beschreibung Deutschlands nach verschiedenen (antiken) Autoren), einer historischen Topographie. Am 28. Juni schrieb Neuenahr an Melanchthon, dass er keine Vorbehalte gegen Laienkelch und Priesterehe auch ohne eine Konzilsentscheidung habe, er gehörte nicht zu den 20 Mitarbeitern der römisch-katholischen Confutatio Augustana, die am 3. August verlesen wurde. Hermann von Neuenahr war im Sommer wochenlang schwer erkrankt, schon im September hatte die Jagd auf seine Pfründen eingesetzt. Er starb am 20. Oktober 1530 in Augsburg an einer starken Durchfallerkrankung (Dysenterie).
Hermann von Neuenahr wurde in Köln in der Familiengruft in der Kirche des Zisterzienserinnen-Klosters zum Mariengarten St. Maria ad Ortum beigesetzt. Graf Georg II. zu Helfenstein, der sich 1562 in Köln aufhielt, ließ Hermann von Neuenahr einen Grabstein setzen. Der Text des Epitaphs ist auszugsweise bei Arnoldus Buchelius, Hermann Joseph Hartzheim und in der Sammlung Alfter überliefert. Hermann von der Hardt widmete Hermann von Neuenahr zum 200. Jahrestag seiner Frankfurter Rede vor Kaiser Karl V. 1719 eine Schrift.

## Darstellung in der Kunst
Auf einem – wohl nach 1524 entstandenen – Glasfenster der neuenahrschen Grablege in der Kirche St. Maria ad Ortum waren nach einer Beschreibung des Johann Gottfried von Redinghoven (1628–1704) kniend Graf Wilhelm I. von Neuenahr mit seinen beiden Söhnen, Hermann als Geistlicher in weißem Chorrock und roter „Beff“ (Schulterumwurf) eines Dompropstes, und Walburga von Manderscheid mit der Tochter Anna dargestellt. Die Kirche wurde 1805 niedergelegt, das Kunstwerk vermutlich zerstört.

## Werke
- (ungedruckt) De presentatione trium magorum ad Christum recens natum historiam in evangelio Mathei recitam catastigton ad rev. patrem dom. Theodericum Cyrenensem[A 25] seu Decapoleos praesulem; Historisches Archiv der Stadt Köln (Bestand 1039, Farrigines Gelenianae, Bd. 20, S. 1597–1600)[203][39]
- (Beiträger) Oratio Herman[n]i noue aquile Comitis et Coloniensis eccl[es]ie canonici und Alia oratio. In: Ortwin Gratius (Hrsg.), Johannes von Hildesheim u. a.: Historia gloriosissimor[um] triu[m] regum integra, mit Beiträgen von Albertus Magnus, Aurelius Augustinus, Ortwin Gratius, Hermann von Neuenahr, Sebastian Brant. Heinrich Quentell Erben, Köln 1514[204], unpaginiert (Digitalisat der Bayerischen Staatsbibliothek München)[205]
  - 2. Aufl. Quentell, Köln 1517
  - Oratio „O suauissime domine Ihesu Christe, rogo te per misterium aduentus trium magorum ad te …“ und Alia oratio „O sanctissimi tres magi reges Iaspar, Melchior, Balthasar“. In: Handschrift Historia trium regum, Kloster Eberhardsklausen, um 1520/50; Stadtbibliothek und Stadtarchiv Trier (Hs. 725/661117, Blatt 117rab)
- (wahrscheinlich Vf. von)[206][207] Gemma prenosticationum ponderata supra orizontem generalem et specialem illuminatissimi discretissimi viri Magistri Ortwini Gracii sive charitativi. [fingierter Druckort: Logobaldus Bibi vinus Bibilaque nepos, Heidelberg =] Köln 1516 (Digitalisat der Bayerischen Staatsbibliothek München)
- (Hrsg. und Beiträger), Praestantissimo atque dignissimo viro D. Theodoryco Sobel Mogu[n]tiae ecclesiae Canonico ipsiusq[ue] illustrissimi archi[e]p[i]s[cop]ulis in spiritualibus vicario. Hermannus Nuenar Comes Canonicus Colon[iensis] und Epigramma, extempore in doctiss[imi] viri Ioan[nis] Reu[chlin] LL. doc[toris] eiusq[ue] defensoru[m] laudem. In: Giorgio Benigno (Juraj Dragišić): Defensio praesta[n]tissimi viri Ioannis Reuchlin LL. doctoris … per modum dialogi edita … Maximiliano Ro. imp. Augusto dicata, o. O. [Eucharius Cervicornus, Köln, oder Matthias Schürer, Straßburg] 1517 (Digitalisat der Bayerischen Staatsbibliothek München)
  - 2. Aufl. Lvciani Piscator, sev reuiuiscentes, Bilibaldus Pirckheymero interprete, Eiusdem Epistola Apologetica. Accedit Defensio J. Reuchlini quam Georgius Benignus Nazaraenus Maximiliano Rom. imp. dicanit, o. O. [Matthias Schürer, Straßburg] 1518 (Google-Books)
  - (Nachdruck) Elisabeth von Erdmann-Pandžić: Juraj Dragisic und Johannes Reuchlin. Eine Untersuchung zum Kampf für die jüdischen Bücher mit einem Nachdruck der ‚Defensio praestantissimi viri Joannis Reuchlin‘ (1517) (Quellen und Beiträge zur kroatischen Kulturgeschichte 1). Bayerische Verlagsanstalt, Bamberg 1989
- (Hrsg.): Anonymus: Defensio nova Ioannis Reuchlin nuper ex urbe Roma allata (um 1516). Köln 1518[208]
- Johannes Reuchlin, Hermann von Neuenahr, Hermann von dem Busche, Ulrich von Hutten, Jakob van Hoogstraten: Epistolae trivm illustrivm virorum, ad Hermannum Comitem Nuenarium. Eiusdem responsoria una ad Ioannem Reuchlinum, & altera ad Lectorem. Item, Libellus accusatorius Fratris Iacobi de Hochstraten. contra Oculare speculum Ioannis Reuchlin. Diffamationes eiusdem Iacobi. Item, Defensio nova Ioannis Reuchlin ex urbe Roma allata, idq[ue] paucis ab hinc diebus, s. n. [Thomas Anshelm], Hagenau (Borromagum) Februar 1518 (Digitalisat der Bayerischen Staatsbibliothek München), (Google-Books)
  - (Nachdruck) Epistolae trium illustrium viror[um], ad Hermannum comitem Nuenarium. Eiusdem responsoria una ad Io. Reuchlinum, & altera ad lectorem. Item, Libellus accusatorius fratris Iacobi de Hochstraten, contra Oculare speculum Io. Reuch. Diffamationes eiusdem Iacobi. Item, Defensio nova Ioannis Reuchlin ex urbe Roma allata, idq[ue] paucis ab hinc diebus. Eucharius Cervicornus, Köln Mai 1518 (Digitalisat der Bayerischen Staatsbibliothek München), (Google-Books)
  - (daraus Separatdruck) EPISTOLA AD ILLVSTREM VIRVM DE NEVVENAR HVTTENIANA QVA CONTRA CAPNIONIS AEMVLOS CONFIRMATUR vom 3. April 1518 aus Mainz. Eucharius Cervicornus, Köln 1518
  - (letzteres auszugsweise in deutscher Übersetzung) Christoph Meiners: Lebensbeschreibungen berühmter Männer aus den Zeiten der Wiederherstellung der Wissenschaften, Bd. III. Orell, Gessner, Fuessli, Zürich 1797, S. 122f (Google-Books)
- Hermann von Neuenahr, Jakob Sobius: Vivat Rex Carolus. Orationes treis, o. O. [Eucharius Cervicornus, Köln] 1519 (Digitalisat der Bayerischen Staatsbibliothek München)
  - (Separatdruck daraus): Epistola Germaniae Stvdiosorum ad Carolvm Caesarem, Autore Hermanno Comite de Noua aquila / Oratio Germaniae Nobilium ad Carolvm Augustum, de rebus quibusdam corrigendis, Authore Iacobo Sobio LL. doctore. Lazarus Schürer, Sélestat 1519 (Digitalisat der Bayerischen Staatsbibliothek München)
  - (Nachdruck in geänderter Anordnung): Inclyti Epigramma, in defectionem solis, et electionem Caroli regis Romanorum, Epigramma in Caesarem et Atlantem, Ad Carolvm regem Romanorvm distichon, Oratio ad reverendissim. et illvstrissimos Principes electores … pro … Carolo Romanor[um] rege electo und Invictissimo atque Christianissimo Carolo Rom. regi designato … nomine stvdiosorvm Germaniae. In: Marquard Freher: Rervm Germanicarvm Scriptores aliquot insignes, hrsg. von Burkhard Gotthelf Struve. Johannes Reinhold Dulssecker, Straßburg 1717, S. 180f, 181, 173–180 und 181–189 (Digitalisat der Universitätsbibliothek Mannheim)
- Lectori candido, Hermanno Nuenar comes poeta laureatus. o. O. [Köln?] 1519[209]
- (zugeschriebenes Epigramm) Germania ambienti Imperium Gallo. In: Oratio oratoru[m] Francisci Regis Gallorum Principibus Electoribus Francofordiam è confluentia missa. Sigismund Grimm / Markus Wirsung, Augsburg 1519 (Google-Books)
  - (Wiederabdruck) Melchior Goldast: Politica imperialia, sive discvrsvs politici, acta pvblica, et tractatvs generales de … Jmperatoris et regis Romanorvm, pontificis Romani, electorvm, principvm et communium Sacri Romano-Germani Jmperij ordinum. Bringer, Frankfurt am Main 1616, S. 120 (Digitalisat der Bayerischen Staatsbibliothek München)
- (Hrsg. und Vf.): Vita et gesta Karoli Magni per Eginhartum descripta. Beigefügt: Hermanni comitis Nuenarii breuis narratio De origine & sedibus priscorum Francorum. Annales Regum Francorum Pipini, Karoli, Lvdovici, ab anno post Christvm natu[m] DCCXLI usqu[e] ad LXXXVIII. collecti per que[n]dam Benedictinae religionis monachu[m]. Johannes Soter, Köln 1521
  - (teilweiser Nachdruck) Invictiss[imo] et clementiss[imo] Ro[manorum] Imp[eratori] Carolo Avstrico, eius nominis V. … [Brief an Kaiser Karl V.] und Breuis narratio de origine & sedibus priscorum Francorum. In: Martin Frecht (Hrsg.), VVitichindi Saxonis [Rerum ab Henrico et Ottone I Impp. Gestarum Libri III] …. Johann Herwagen, Basel 1532, S. 99–102 und S. 102–107 (Digitalisat der Universitätsbibliothek Göttingen)
  - 2. Aufl., Annales Regum Francorum, Pipini, Caroli Magni & Lodovici: ab anno 741. usq[ue] ad annum 829. Item, Caroli cognomento Magni, Imperatoris Occidentalis Primi vita & gesta. Autore Eginharto Germano, ipsius Caroli Alumno, hrsg. von Lambertus Venradius. Johann Birkmann, Köln 1562
  - (teilweiser Nachdruck) Hermanni Comitis Nvenarii brevis narratio, De origine et sedibvs Francorum. In: Willibald Pirckheimer: Descriptio Germaniae Vtriusqve Tam superioris quàm inferioris. Christoffel Plantijn, Antwerpen 1585, S. 63–68 (Google-Books)
  - 3. Aufl. Vita et gesta Karoli Magni Imperatoris Invictissimi Per Eginhartum ejus Secretarium despripta com brevi narratione de de origine & sedibus ipsorum Francorum &c., hrsg. von Justus Jansonius Danus. Henning Grosse, Leipzig 1616 (Digitalisat der Bayerischen Staatsbibliothek München)
  - (teilweiser Nachdruck) Epistola Hermanni Nvenare ad Carolvm V Caes. de Francorvm imperio und Hermanni comitis Nuenarii breuis narratio, de origine & sedibus priscorum Francorum. In: Konrad Peutinger: Sermones Convivales De Finibus Germaniae contra Gallos. Jena 1684, S. 99–108 und S. 108–121 (und weitere Auflagen) (Digitalisat der Universitätsbibliothek Mannheim)
  - (teilweiser Nachdruck), hrsg. von Johann Michael Heineccius / Johann Georg Leuckfeld: Scriptores rerum germanicarum, Bd. III. Rerum germanicarum tres selecti scriptores, imprimis de vitis et factis Caroli Magni, imperatoris … Christian Genschius, Frankfurt a. M. 1707
  - (teilweiser Nachdruck) Brevis narratio de origine et sedibus priscorum Francorum. In: Pieter van Dieven: Opera Varia. Henrich vander Haert, Löwen 1757 [Anhang S. 9–11] (Digitalisat In: Bayerische Staatsbibliothek München)
- (verschollen; Existenz umstritten) De Asciburgo. o. O. o. J.[111][112]
- (Beiträger) Titelepigramm. In: Johannes Caesarius (Hrsg.): Q. Horatii Flacci epistolae desumptis ex Landini commentariis. Johannes Soter, Köln 1522[210]
- (Hrsg. zusammen mit Jakob Sobius)[74][75] Commentariorum Aeneae Sylvii Piccolominei Senensis, de Concilio Basileae celebrato libri duo, olim quidem scripti, nunc vero primum impressi. In quibus sic illam synodum depingit, sic quicquid illic actum est, bona fide refert . Cum multis aliis nunquam antehac impressis. Andreas Cratander, Köln o. J. [um 1522] (Digitalisat der Bayerischen Staatsbibliothek München), (Google-Books)
- (Beiträger) Lateinische und griechische Epigramme. In: Johannes Soter: Epigrammata Graeca veterum elegantissima eademque latina ab utriusque linguae viris doctissimis versa, atque in rem studiosorum e diversis authoribus. [Johannes Soter], Köln 1528, S. 8, 118, 161, 171, 176f, 275 und 302f (Digitalisat der Bayerischen Staatsbibliothek München)
  - (teilweiser Nachdruck) Janus Cornarius (Hrsg.): Selecta Epigrammata Graeca Latine uersa, ex septem Epigrammatum Graecorum libris. Johannes Bebelius, Basel 1529, S. 171, 193, 202, 352 und 381 (Google-Books)
  - (Nachdruck) Johannes Soter:[211] Epigrammata Graeca veterum elegantissima. Stephan Melech Gravius, Freiburg im Breisgau 1544, S. 15, 132f, 152, 178, 189, 309 und 324 (Google-Books)
- (Hrsg.): Faustus von Riez: De gratia Dei, et humanae mentis libero arbitrio … cum Erasmi Roterodami praefatione. Item. Faustini episcopi Ad Flaccillam imperatricem, de fide adversus Arianos, et de propositis quaestionibus Arianorum. Johannes Faber, Basel 1528 (Google-Books)
- (Hrsg. zusammen mit Beatus Rhenanus und Johannes Faber): Vegetii Renati Artis veterinariae, sive mulomedicinae libri quatuor, iam primum typis in lucem aediti. Opus sane in rebus medicis minime aspernandum. Johannes Faber, Basel 1528 (Digitalisat der Bayerischen Staatsbibliothek München)
  - 2. Aufl. Pvb. Vegetii viri illustri Mulomedicina, neu hrsg. von Johannes Sambucus. Peter Perna, Basel 1574 (Digitalisat der Bayerischen Staatsbibliothek München)
  - (Nachdruck) Johann Matthias Gesner (Hrsg.): Vegetii Renati Artis veterinariae sive mvlomedicinae libri quatvor. Societas literata, Mannheim 1781 (Google-Books)
- De novo hactenvsque Germaniae inavdito morbo ἱδροπυρετοῦ, hoc est sudatoria febri, quem uulgo sudorem Britannicum uocant. Generosi Hermanni à Nuenare comitis, Præpositi Colonien[sis] Simonisque Riquini Medicæ rei expertissimi iudicium doctissimum, duabus epistolis contentum, Widmungsgedicht von Petrus Pherndorphius. [Johannes] Soter, Köln 1529 (Digitalisat der Bayerischen Staatsbibliothek München)
  - (Nachdruck) Generosi Hermanni A Nvenare Comitis περὶ τοῦ ἱδροπυρετοῦ, id est sudatoria febri. In: Guglielmo Gratorolo (Hrsg.): Clariss[imi] Philosophi Et Medici Petri De Abano De Venenis eorumq[ue] remedijs. Item …. Omnia Opera D. Guilielmi Gratoroli ex manu scriptis exemplaribus collata aucta atque illustrata. s. n. [Peter Perna?], o. O. [Basel] o. J. [1531]
    - 2. Aufl., o. O o. J. [1567] (Google-Books)

Postum herausgegeben:
- (Beiträger) Generosi Comitis Herema[n]ni a Neüenar censurae aliae Herbarum super eadem re bzw. Annotationes aliqot Herbarum (1529) und Formvla quaedam excudendi Herbarij. In: Otto Brunfels: Novi herbarii, Bd. II De vera herbarvm cognitione Appendix, per Oth[onem] Brvnf[elsem] recens editus. Johannes Schott, Straßburg 1531, S. 116–128 (Google-Books)
- (Beiträger) Psalmus CIII. Psalmus CIIII. Psalmus XLI. Psalmus XXXVII. Psalmus 97. Psalmus 137. Psalmus 90. Psalmus 143, Canticum Ezechiae apud Esaiam Capi. 38, Psalmus 2. und Passio Christi … in Septem horas digesta[212], hrsg. und mit einem einleitenden Brief an den Bischof von Münster Friedrich III. von Wied versehen von Hermann von Neuenahr dem Jüngeren. In: Psalmi Omnivm Selectissimi, adflictis conscientijs, ac Deum inuocantibus, non uulgariter utiteles, Latino carmine redditi per Doctiss. uiros, ac Dominos D. Hermannum Nouae Aquilae Comitem, Philippum Melanchthonem, Helium Eobanum Hessum, Iacobum Micyllum, Vincentium Obsopoeum, Petrum Pherntorphium. Johann Setzer, Hagenau 1532 (Digitalisat der Bayerischen Staatsbibliothek München), (Google-Books)
  - (teilweiser Nachdruck) Hermann von Neuenahr, Nicolas Bourbon[213]: Historia mortis Jesu Christi.[212] In: Georg Fabricius: De historia & meditatione mortis Christi, quae in noctis dieiq[ue] tempus distributa est, Hymni XXIIII, Piorvm virorvm additis precationibvs. Valentin Papa, Leipzig 1552, S. 28–33 (Digitalisat der Universitätsbibliothek Leipzig)
- (Hrsg. von Hermann von Neuenahr dem Jüngeren): Octavii Horatiani Rerum medicarum lib[ri] quatuor, … per Herema[n]num Comitem a Neüenar, integro candori nuper restitutus autor, Albucasis chirurgicorum omnium Primarii libri tres. Johannes Schott, Straßburg 1532 (Digitalisat der Bayerischen Staatsbibliothek München)
- (Beiträger)  Epigramma in defectionem solis[214] & Electionem Caroli Regis Ro[manorum], Epigramma in Caesarem & Atlantem und Ad Carolum Regem Romanorum distichon (1520). In: Philipp Melanchthon, Georg Sabinus: Electio et coronatio Caroli V. Imp. Aug. Nikolaus Mameranus / Heinrich Mameranus, Köln 1550 (Google-Books)
  - (Wiederabdruck) Onofrio Panvinio, Michael Beuther (Hrsg.): Inavgvratio, coronatio, electioqve aliqvot Imperatorum. Johannes Aubrius, Hannover 1613, S. 65–102, bes. S. 27 (Google-Books)
  - (Wiederabdruck) Melchior Goldast: Politica imperialia, sive discvrsvs politici, acta pvblica, et tractatvs generales de … Jmperatoris et regis Romanorvm, pontificis Romani, electorvm, principvm et communium Sacri Romano-Germani Jmperij ordinum. Bringer, Frankfurt am Main 1616, S. 120 (Digitalisat der Bayerischen Staatsbibliothek München)
- De Galliae Belgicae Commentariolvs, nunc primum in lucem editvs. Beigebunden zu: Peter van Dieven: Petri Divaei Louanensis De Galliae Belgicae Antiqvitatibvs Liber I. Statum eius quem sub Romanorum imperio habunt, complectens. Accessit huic editioni, H. Nvenari de eadem Galliae Belgicae Commentariolvs. 2. Aufl. Christoffel Plantijn, Antwerpen 1584[215] (Google-Books)
  - (Nachdruck) De Galliae Belgicae Commentariolus. In: Pieter van Dieven: Opera Varia. Henrich vander Haert, Löwen 1757 [Anhang S. 1–8] (Digitalisat In: Bayerischen Staatsbibliothek München)